# Прети, Нюма
Нюма Прети (фр. Numa Preti; 27 февраля 1841, Бордо — 28 января 1908, Аржантёй, ныне в составе Парижа) — французский шахматист. Сын Жана Луи Прети.
В 1870-е гг. принадлежал к числу ведущих игроков Кафе де ля Режанс. С 1875 г. перенял у своего отца руководство ведущим французским шахматным журналом La Stratégie (с фр. — «Стратегия») и возглавлял его до 1907 г. Помимо этого, вёл шахматные отделы в различных французских периодических изданиях. В 1895 г. подготовил второе издание написанной Прети-старшим и предназначенной для начинающих «Азбуки шахмат» (фр. ABC des échecs) — эта книга считается первым шахматным учебником, по которому занимался будущий чемпион мира Александр Алехин. Выступил также издателем книги Хосе Толосы-и-Каррераса о шахматных задачах (1892). Сотрудничал с А. К. Уайтом при создании так называемой «Рождественской серии» шахматных книг, первые три книги серии вышли в его парижском издательстве.
Обширная шахматная библиотека отца и сына Прети была распродана в 1909 году с аукциона Sotheby’s.